# Sand-Esparsette
Die Sand-Esparsette (Onobrychis arenaria) ist ein in Mitteleuropa zerstreut bis selten vorkommender Schmetterlingsblütler (Faboideae) in der Familie der Hülsenfrüchtler (Fabaceae). 

## Beschreibung

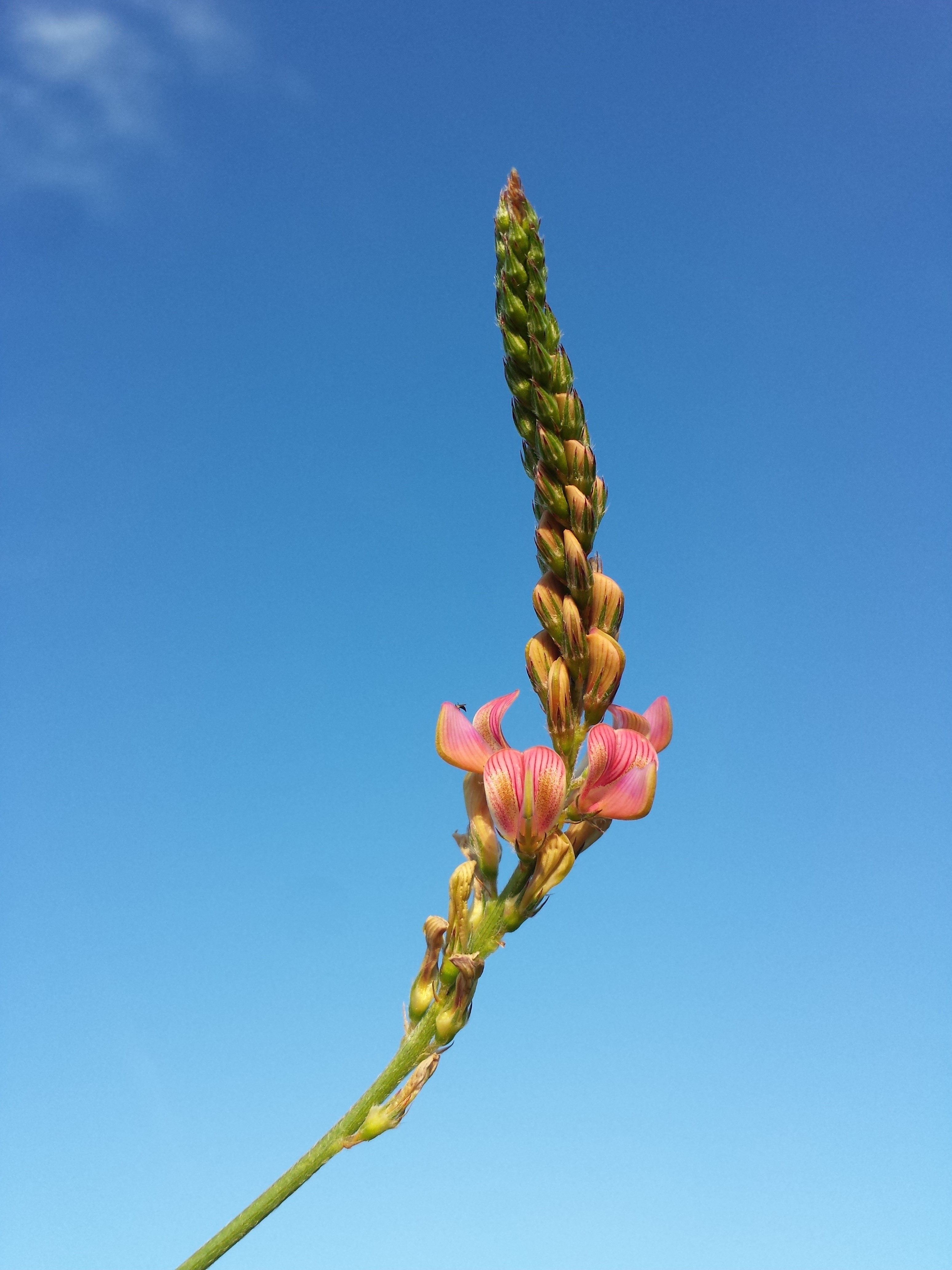
Blütenstand

Blüte: das Deckblatt ist kaum länger als der Blütenstiel.

Die Sand-Esparsette wächst als sommergrüne, ausdauernde krautige Pflanze und erreicht Wuchshöhen von 20 bis 80 Zentimetern. Der Stängel ist aufsteigend bis aufrecht. Die Laubblätter sind unpaarig gefiedert mit 5 bis 17 Fiederblättchen. Die Fiederblättchen sind bei einer Breite von 2 bis 4 Millimetern lanzettlich bis schmal-linealisch. 
Die Blütezeit liegt vorwiegend in den Monaten Juni und Juli. Der Blütenstandsschaft ist etwa dreimal so lang wie das dazugehörige Blatt. Der Blütenstand ist schmal spindelförmig. Die zwittrigen Blüten sind zygomorph und fünfzählig mit doppelter Blütenhülle. Der kurz anliegend behaarte Kelch ist 4 bis 6 mm lang und die Kelchzähne, die sind ein- bis zweimal so lang wie die Kelchröhre. Die weißlich-rosafarbene Krone besitzt die typische Form der Schmetterlingsblüte und ist 7 bis 10 mm lang (bei Onobrychis arenaria subsp. taurerica 10 bis 12 mm). Die Flügel sind nur 2 bis 3 mm lang. 
Die Hülsenfrucht besitzt eine Länge von etwa 4 bis 6 mm.
Die Chromosomenzahl beträgt 2n = 14 oder 28.

## Vorkommen
Onobrychis arenaria ist ein osteuropäisch-asiatisches Florenelement und stammt aus den Steppenregionen Eurasiens. Ihr Verbreitungsgebiet erstreckt sich westlich bis Frankreich und südlich bis Griechenland. Die Sand-Esparsette kommt in Mitteleuropa zerstreut bis selten vor. In Deutschland kommt nur Onobrychis arenaria subsp. arenaria selten vor allem in Thüringen und Franken vor. Ihre Fundorte dort liegen außerhalb des zusammenhängenden Areals. Sie wird in der Roten Liste als gefährdet eingestuft. In der nordöstlichen und südlichen Schweiz kommt sie zerstreut vor. In Österreich tritt sie häufig im pannonischen Gebiet auf; sonst ist sie dort selten. Onobrychis arenaria subsp. taurerica ist darüber hinaus noch selten in Kärnten und Osttirol verbreitet.
Onobrychis arenaria wächst auf Halbtrockenrasen und beweideten Magerrasen. Sie bevorzugt mäßig frische bis trockene, kalk- oder gipshaltige Fels-, Sand- und Lößböden. Sie ist eine Charakterart des Verbands Cirsio-Brachypodion, kommt aber im westlichen Mitteleuropa auch in Gesellschaften der Ordnung Brometalia vor.
Die ökologischen Zeigerwerte nach Landolt et al. 2010 sind in der Schweiz: Feuchtezahl F = 1+ (trocken), Lichtzahl L = 4 (hell), Reaktionszahl R = 5 (basisch), Temperaturzahl T = 4 (kollin), Nährstoffzahl N = 2 (nährstoffarm), Kontinentalitätszahl K = 5 (kontinental).

## Ökologie
Die Sand-Esparsette wurzelt bis 150 Zentimeter tief.

## Systematik und Taxonomie
Die Sand-Esparsette ist eng mit der in Mitteleuropa verbreitet vorkommenden und als Kulturpflanze angebauten Futter-Esparsette (Onobrychis viciifolia) verwandt. Sie lässt sich von dieser durch die kürzeren Blüten, den langgestreckten, schmalen Blütenstand und die schmaleren Blätter unterscheiden. Trotzdem ist eine Abgrenzung gegeneinander, besonders in Gebieten, wo beide Arten auftreten, nicht immer möglich. Dies liegt zum einen an der großen Variabilität der Futter-Esparsette, zum anderen wohl auch an der Tatsache, dass hybride, fruchtbare Formen zwischen den beiden Arten vorkommen. In manchen Gegenden ist deshalb eine Auftrennung in Arten oder Unterarten kaum mehr möglich. Onobrychis arenaria selbst ist ebenfalls sehr variabel und kann in mehrere Unterarten getrennt werden, wobei in Mitteleuropa fast ausschließlich die Onobrychis arenaria subsp. arenaria zu finden ist. Lediglich in Österreich findet man selten auch die Onobrychis arenaria subsp. taurerica, auch als Tauern-Sand-Esparsette bezeichnet, die sich von Onobrychis arenaria subsp. arenaria unter anderem durch größere Blüten und einen nicht schopfigen Blütenstand unterscheidet.
In Europa und umgebenden Regionen kommen folgende Unterarten vor:
- Onobrychis arenaria (Kit.) DC. subsp. arenaria in Frankreich, Italien, Deutschland, Schweiz, Polen, Tschechien, Österreich, Ungarn, Rumänien, Bulgarien und Griechenland.
- Onobrychis arenaria subsp. cana (Boiss.) Hayek in der europäischen und asiatischen Türkei und auf den ostägäischen Inseln.
- Onobrychis arenaria subsp. lasiostachya (Boiss.) Hayek in Bulgarien und Griechenland.
- Onobrychis arenaria subsp. miniata (Steven) P.W.Ball, auf der Krim und im nördlichen Kaukasus.
- Onobrychis arenaria subsp. sibirica (Besser) P.W.Ball, kommt vom östlichen europäischen Russland bis zue Mongolei vor.[5]
- Onobrychis arenaria subsp. taurerica Hand.-Mazz. in Österreich und Italien.
- Onobrychis arenaria subsp. tommasinii (Jord.) Asch. & Graebn. in Italien und Albanien.

Onobrychis arenaria wurde 1814 von Pál Kitaibel in Oesterreichs Flora von Joseph August Schultes, ed. 2, vol. 2, S. 368 als Hedysarum arenarium erstbeschrieben. Die Art wurde 1825 von Augustin-Pyrame de Candolle in Prodromus systematis naturalis regni vegetabilis ..., vol. 2, S. 345 als Onobrychis arenaria (Kit.) DC. in die Gattung Onobrychis gestellt. Ein Synonym ist Onobrychis viciifolia Scop. subsp. arenaria (Kit.) Thell.